# Космос-1669
Космос-1669 — космический аппарат серии «Прогресс 7К-ТГ», запущенный для снабжения орбитальной станции «Салют-7».
Космический аппарат был запущен со стартовой площадки № 1 космодрома Байконур 19 июля 1985 года в 13:05 UTC. Прогресс состыковался со станцией 21 июля в 15:05 UTC. Большую часть доставленного груза составили запасные части для замены вышедшего из строя оборудования на станции в ходе её неконтролируемого полёта и падения температуры на борту весной 1985 года. Также на борту были новые модифицированные скафандры Орлан-ДМ для замены имеющихся на станции некондиционных скафандров (в ходе разморозки станции внутри скафандров сконденсировалась влага).
В ходе экспедиции «Союз Т-13» 28 августа грузовик был отстыкован и пристыкован снова для проверки системы стыковки. 30 августа грузовик был сведен с орбиты, в 01:20 останки корабля сгорели в слоях атмосферы над Тихим океаном.
Космос-1669 стал последним кораблем серии «Прогресс», направленным к станции «Салют-7». Следующий грузовик, Прогресс-25, был направлен уже к станции «Мир». Следующим и последним кораблем снабжения, направленным на «Салют-7», стал ТКС-4 (Космос-1686), также последний корабль из серии ТКС.
По состоянию на 2014 год, «Космос-1669» является единственным космическим аппаратом серии «Прогресс», получивший номерное обозначение серии «Космос», обычно назначаемое военным, экспериментальным или неудачным запускам. Причин подобного именования официально не было приведено. Существует версия, что данный полёт сопровождался неисправностями во время старта, способными привести к потере управления аппаратом. Также есть предположение, что Космос-1669 был модифицированной экспериментальной версией Прогресса. Также возможно, что при именовании аппарат спутали с ТКС-4, получившим впоследствии обозначение Космос-1686.